# Gustav Nebe
Johannes Friedrich Ferdinand Gustav Nebe (* 21. September 1835 in Roßleben, Provinz Sachsen; † 6. November 1919 in Eisenach) war ein evangelischer Theologe und als Generalsuperintendent der geistliche Leiter der Evangelischen Kirche von Westfalen in Münster.

## Leben
Als Sohn des Roßlebener Superintendenten Johann Friedrich Nebe und Franziska Wilhelmi besuchte Gustav Nebe die Klosterschule seiner Heimatstadt, wo er zu Ostern 1854 das Abitur bestand. Es folgte das Theologiestudium an den Universitäten Halle (Saale), Heidelberg und Tübingen.
In Halle bestand Nebe im Herbst 1857 das Erste und in Magdeburg im Herbst 1859 das Zweite Theologische Examen, und am 15. Januar 1862 wurde er in Magdeburg zum geistlichen Amt ordiniert.
Nebe übernahm 1862 die Gemeindepfarrstelle in Uichteritz (Provinz Sachsen) und wurde 1868 Oberpfarrer und Superintendent in Weißenfels. 1874 wechselte er nach Halberstadt, wohin er als Oberdomprediger und Superintendent berufen wurde.
Im Jahre 1883 erhielt Gustav Nebe die Ernennung zum Generalsuperintendenten und geistlichen Leiter der Kirchenprovinz Westfalen in der Nachfolge von Julius Wiesmann. Dieses kirchenleitende Amt übte er bis zum Eintritt in den Ruhestand am 31. Oktober 1905 aus. Sein Nachfolger wurde Wilhelm Zoellner.
Nebe war seit dem 19. Mai 1874 mit Luise Anna Hempel, der Witwe des Kreisrichters Baensch in Weißenfels, verheiratet.

## Ehrungen
Am 12. Januar 1887 verlieh die Evangelisch-Theologische Fakultät der Universität Bonn Gustav Nebe die Ehrendoktorwürde. Ferner erhielt er u. a. den Roten Adlerorden in mehreren Ausprägungen, zuletzt 1901 die II. Klasse mit Stern und Eichenlaub, sowie 1905 den Preußischen Königlichen Kronenorden 1. Klasse.